# 男たちはいつもつまみ食いしたがる
アリア『男たちはいつもつまみ食いしたがる』（Manner suchen stets zu naschen ）K.453 (416c) は、ヴォルフガング・アマデウス・モーツァルトが作曲したバス歌手のための演奏会用アリア。タイトルは、『殿方はいつもつまみ食いしたがる』とも。作品は未完成のまま終わっている。

## 概要
1783年頃にウィーンで作曲され、モーツァルトの死後、コンスタンツェがブライトコプフ社に売った一連の楽譜の中にあったものである。作詞者、作曲の目的などは不明である。全体は未完成で、バス独唱による歌唱声部と低音弦パートのみが書き上げられ、あとはほとんど空白のままの状態で残っている。自筆稿ではオーケストレーションがほとんど数小節しかなされていない。
単独の演奏会用アリアではなく、恐らくは他人のオペラのための差し替えの曲、ないしは新規に挿入するための曲として手がけられたが、その計画が消えたため、アリアも未完に終わったといわれている。一説には、カルロ・ゴルドーニの『二人の主人の召使 Il servitore di due padroni』のドイツ語版ジングシュピールに用いるために書いたともいわれ、ケッヘル第6版ではその説が採用されている（同じく未完に終わったアリア『千匹の竜の中をも我は行かん Müsst'ich auch durch tausend Drachen』K.435 (416b)もこのオペラに入れる予定だった、とされている）。またコンスタンツェはこの曲を「1784年以前の作品で、オペレッタへの挿入曲であった」としているが、それ以上のこともわかっていない。
モーツァルトの没後、18世紀末にピアノ伴奏用歌曲へと編曲され、『警告』 (Warnung) というタイトルで出版された。出版後、その形で親しまれるようになり、現在も歌曲版を収めたCDが少なからずある。また作品は近年になって、エリック・スミスによって補作された。

## 楽器編成
バス独唱、オーボエ2、ホルン2、ヴァイオリン2部、ヴィオラ2部、チェロ、通奏低音